# Austroplebeia essingtoni
Austroplebeia essingtoni är en biart som först beskrevs av Cockerell 1905.  Austroplebeia essingtoni ingår i släktet Austroplebeia och familjen långtungebin. Inga underarter finns listade.